# توماس غرانت هاربيسون
توماس غرانت هاربيسون (بالإنجليزية: Thomas Grant Harbison)‏ هو عالم نبات أمريكي، ولد في 1862، وتوفي في 1936.